# Skene (Theater)

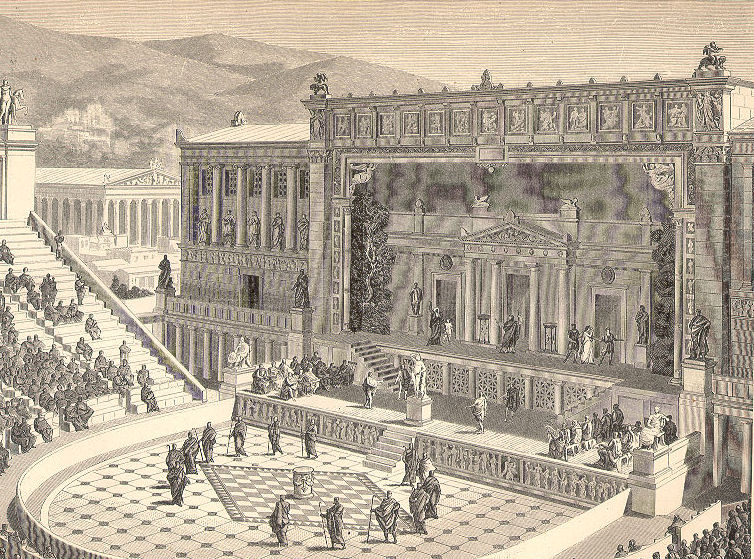
Das Dionysostheater in Athen mit Orchestra, Proskenion und Skene

Die Skene (lat. scaena) bezeichnete im griechischen Theatron eine am Rand der Orchestra errichtete Hütte aus Holz. Sie diente unter anderem als Träger für Bühnenbilder. Anderen Quellen zufolge war das Tragen von Bühnenbildern nicht die Hauptfunktion, sondern der Holzbau enthielt Ankleideräume.

## Wortherkunft
Das Wort kommt von griechisch σκηνή, altgriechisch skené „die Hütte, das Zelt“, heutiges Griechisch skiní „die Bühne, die Szene, das Zelt“. Eingedeutscht in der Form Szene (Aussprache [ˈstse:nə], umgangssprachlich auch [ˈse:nə]) steht es für Bühne des Theaters, Aufzug, Werkabschnitt, siehe Szene.

## Beschreibung
Gegen Ende des 5. Jahrhunderts vor Christus war die Skene mit drei Türen ausgestattet und hatte zwei Stockwerke; auf der oberen eine Plattform für Göttererscheinungen.